# Marathon féminin aux Jeux olympiques d'été de 2024
Pour des articles plus généraux, voir Athlétisme aux Jeux olympiques d'été de 2024 et Marathon aux Jeux olympiques.
Navigation
Tokyo 2020 Los Angeles 2028
L'épreuve du marathon féminin aux Jeux olympiques de 2024 se déroule le 11 août 2024 avec un aller-retour entre Paris et Versailles avec une arrivée aux Invalides. Clôturant pour la première fois, les épreuves d'athlétisme, il est remporté par la Néerlandaise Sifan Hassan, qui malgré le dénivelé du parcours, bat le record olympique en 2h 22 min 55 s.

## Programme
| Date             | Horaire | Manche |
| ---------------- | ------- | ------ |
| Dimanche 11 août | 08 h 00 | Finale |

Pour la première fois aux Jeux olympiques, ce n'est pas le  marathon masculin, disputé la veille le samedi 10 août, mais le marathon féminin qui marque la fin des épreuves d'athlétisme des jeux olympiques de Paris.
Entre le marathon masculin et le marathon féminin, un «marathon pour tous », marathon populaire avec plus de 20 000 inscrits, se déroule sur le même parcours, dans la nuit de samedi à dimanche.

## Parcours
Le parcours, identique au parcours masculin, fait presque une boucle en partant depuis l'Hôtel de ville de Paris, montant jusqu'au château de Versailles puis redescendant sur Paris pour une arrivée aux Invalides, traversant, en plus de la capitale, 8 communes de sa banlieue ouest. Dans Paris, il passe devant plusieurs monuments iconiques de la ville.
Après le départ, il bifurque devant la tour Saint-Jacques puis devant le Louvre, s'engage vers le nord dans la rue du Louvre puis tourne vers l'ouest au palais Brongniart jusqu'à l'Opéra. Il prend alors la rue de la Paix et traverse la place Vendôme, passant au pied de sa colonne. Le parcours remonte ensuite la rue de Rivoli, longeant vers l'est le jardin des Tuileries, puis bifurque et traverse le palais du Louvre en passant devant le Carrousel. Le parcours longe ensuite la Seine vers l'ouest, en rive droite, jusqu'à la porte de Saint-Cloud, passant au bas du Trocadéro face à la tour Eiffel. Il traverse Boulogne-Billancourt en ligne droite par l'avenue Édouard-Vaillant et l'avenue du Général-Leclerc, franchit la Seine sur le pont de Sèvres  puis traverse Sèvres, qui marque le début de la montée vers Versailles. Le parcours traverse ensuite Ville-d'Avray puis la forêt des Fausses-Reposes, passant devant le monument Pershing - Lafayette.
Il arrive alors à Versailles par l'avenue des États-Unis, atteignant son 10e km puis celle de Saint-Cloud, faisant demi-tour devant le château et empruntant l'avenue de Paris entamant alors sa descente vers la capitale. Il traverse Viroflay, arrive à Chaville puis bifurque pour attaquer vers le 20e km la dernière montée, une pente raide sur 2 km du pavé des Gardes (pente moyenne de plus de 10%), principale difficulté du parcours. Le tracé continue ensuite sur cette route historique, avec une descente également assez raide à travers Meudon et arrive jusqu'à la Seine. Le parcours va alors longer de nouveau le fleuve mais en rive gauche et vers l'est, passant par Issy-les-Moulineaux, puis les 15e et 7e arrondissements parisien. Il atteint son 30e km peu après être passé devant le parc André-Citroën. Il passe au pied de la tour Eiffel puis bifurque dans l'avenue de La Bourdonnais puis longe l'École militaire par l'avenue Duquesne, puis fait une boucle en passant par l'avenue de Breteuil, la rue de Sèvres puis le boulevard des Invalides pour se terminer sur l'esplanade homonyme.
Le tracé présente un dénivelé positif de 436 m et un dénivelé négatif de 438 m, un dénivelé relativement important pour ce genre de course et donc annoncé comme très difficile, ce qui avait causé le pronostic d’une faible probabilité de record. Sifan Hassan et Tigist Assefa terminent pourtant sous la marque du record olympique.

## Résultats

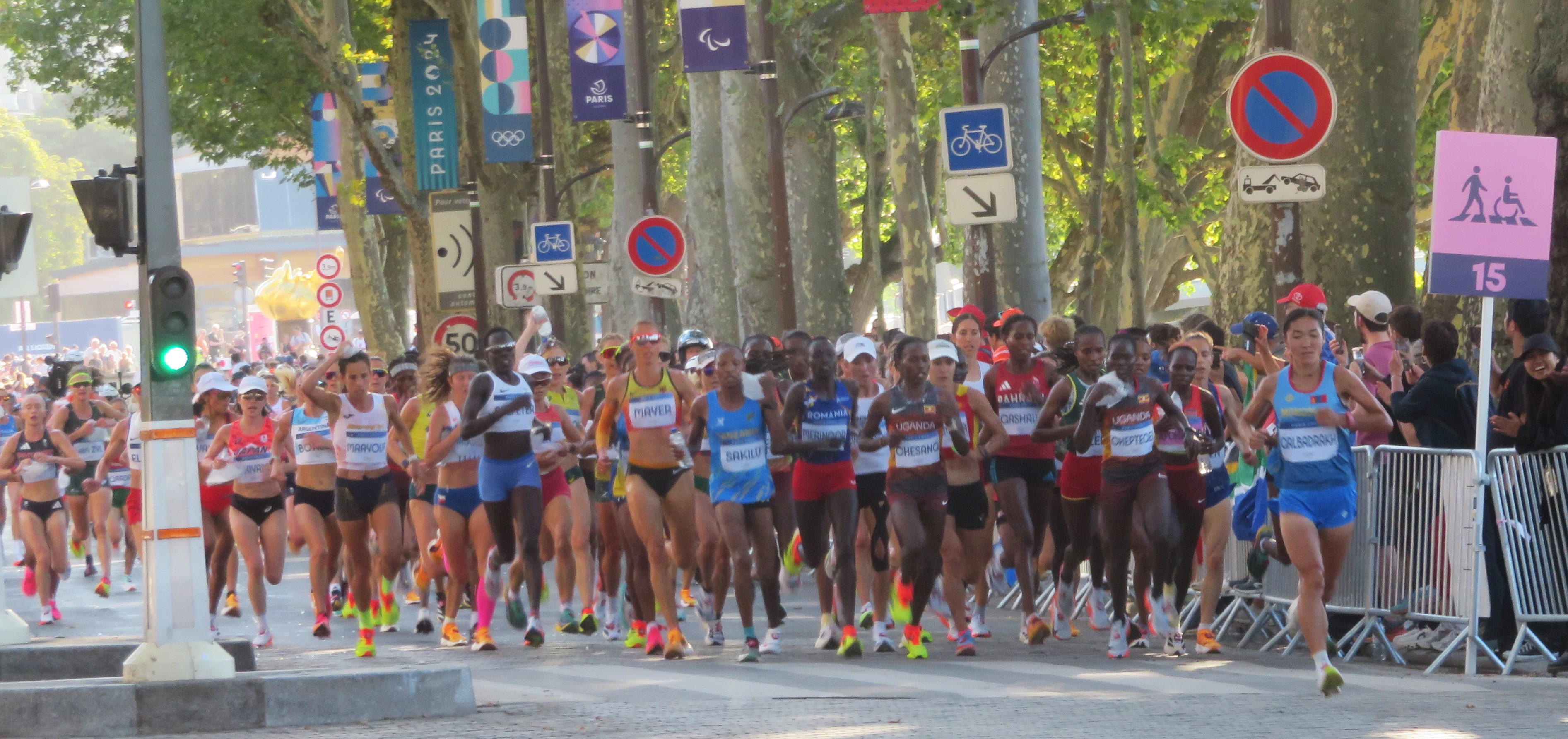
Le marathon au kilomètre 8, sur l'avenue de New-York

### Médaillées
| Or           | Argent        | Bronze       |
| Sifan Hassan | Tigist Assefa | Hellen Obiri |

La Néerlandaise Sifan Hassan double l'Éthiopienne Tigist Assefa dans les 200 derniers mètres, remportant ainsi sa troisième médaille lors des Jeux olympiques de 2024, après avoir terminée troisième sur le 5 000 mètres et le 10 000 mètres quelques jours plus tôt,.
Les trois secondes séparant les deux marathoniennes font de cette arrivée la plus serrée des marathons olympiques féminins, égalant le marathon masculin de 1996.
Après une cérémonie protocolaire à l'issue de l'épreuve, les médailles sont remises le soir même au Stade de France lors de la cérémonie de clôture.

### Résultats détaillés
| Rang                                | Athlète                       | Pays             | Temps           | Écart    | Notes |
| ----------------------------------- | ----------------------------- | ---------------- | --------------- | -------- | ----- |
| Médaille d'or, Jeux olympiques      | Sifan Hassan                  | Pays-Bas         | 2 h 22 min 55 s |          | OR    |
| Médaille d'argent, Jeux olympiques  | Tigist Assefa                 | Éthiopie         | 2 h 22 min 58 s | +0:03    |       |
| Médaille de bronze, Jeux olympiques | Hellen Obiri                  | Kenya            | 2 h 23 min 10 s | +0:15    | PB    |
| 4                                   | Sharon Lokedi                 | Kenya            | 2 h 23 min 14 s | +0:19    | PB    |
| 5                                   | Amane Beriso Shankule         | Éthiopie         | 2 h 23 min 57 s | +1:02    |       |
| 6                                   | Yuka Suzuki                   | Japon            | 2 h 24 min 2 s  | +1:07    | PB    |
| 7                                   | Delvine Relin Meringor        | Roumanie         | 2 h 24 min 56 s | +2:01    | SB    |
| 8                                   | Stella Chesang                | Ouganda          | 2 h 26 min 1 s  | +3:06    |       |
| 9                                   | Lonah Chemtai Salpeter        | Israël           | 2 h 26 min 8 s  | +3:13    | SB    |
| 10                                  | Eunice Chebichii Chumba       | Bahreïn          | 2 h 26 min 10 s | +3:15    |       |
| 11                                  | Fatima Ezzahra Gardadi        | Maroc            | 2 h 26 min 30 s | +3:35    |       |
| 12                                  | Dakotah Lindwurm              | États-Unis       | 2 h 26 min 44 s | +3:49    |       |
| 13                                  | Jessica Stenson               | Australie        | 2 h 26 min 45 s | +3:50    |       |
| 14                                  | Sardana Trofimova             | Kirghizistan     | 2 h 26 min 47 s | +3:52    | NR    |
| 15                                  | Peres Jepchirchir             | Kenya            | 2 h 26 min 51 s | +3:56    |       |
| 16                                  | Fabienne Schlumpf             | Suisse           | 2 h 28 min 10 s | +5:15    | SB    |
| 17                                  | Majida Maayouf                | Espagne          | 2 h 28 min 35 s | +5:40    | SB    |
| 18                                  | Thalia Valdivia               | Pérou            | 2 h 29 min 1 s  | +6:06    |       |
| 19                                  | Hanne Verbruggen              | Belgique         | 2 h 29 min 3 s  | +6:08    | SB    |
| 20                                  | Mekdes Woldu                  | France           | 2 h 29 min 20 s | +6:25    | SB    |
| 21                                  | Florencia Borelli             | Argentine        | 2 h 29 min 29 s | +6:34    |       |
| 22                                  | Helen Bekele Tola             | Suisse           | 2 h 29 min 43 s | +6:48    |       |
| 23                                  | Emily Sisson                  | États-Unis       | 2 h 29 min 53 s | +6:58    |       |
| 24                                  | Genevieve Gregson             | Australie        | 2 h 29 min 56 s | +7:01    | SB    |
| 25                                  | Meritxell Soler               | Espagne          | 2 h 29 min 56 s | +7:01    |       |
| 26                                  | Tereza Hrochová               | Tchéquie         | 2 h 30 min 0 s  | +7:05    |       |
| 27                                  | Citlali Cristian Moscote      | Mexique          | 2 h 30 min 3 s  | +7:08    | SB    |
| 28                                  | Fionnuala McCormack           | Irlande          | 2 h 30 min 12 s | +7:17    | SB    |
| 29                                  | Domenika Mayer                | Allemagne        | 2 h 30 min 14 s | +7:19    |       |
| 30                                  | Sofiia Yaremchuck             | Italie           | 2 h 30 min 20 s | +7:25    | SB    |
| 31                                  | Mokulubete Blandina Makatisi  | Lesotho          | 2 h 30 min 20 s | +7:25    | PB    |
| 32                                  | Cian Oldknow                  | Afrique du Sud   | 2 h 30 min 29 s | +7:34    |       |
| 33                                  | Zhanna Mamazhanova            | Kazakhstan       | 2 h 30 min 51 s | +7:56    |       |
| 34                                  | Tigist Gashaw                 | Bahreïn          | 2 h 30 min 53 s | +7:58    |       |
| 35                                  | Malindi Elmore                | Canada           | 2 h 31 min 8 s  | +8:13    | SB    |
| 36                                  | Aleksandra Lisowska           | Pologne          | 2 h 31 min 10 s | +8:15    | SB    |
| 37                                  | Irvette van Zyl               | Afrique du Sud   | 2 h 31 min 14 s | +8:19    | SB    |
| 38                                  | Laura Hottenrott              | Allemagne        | 2 h 31 min 19 s | +8:24    | SB    |
| 39                                  | Kaoutar Farkoussi             | Maroc            | 2 h 31 min 34 s | +8:39    |       |
| 40                                  | Magdalena Shauri              | Tanzanie         | 2 h 31 min 58 s | +9:03    | SB    |
| 41                                  | Daiana Ocampo                 | Argentine        | 2 h 32 min 2 s  | +9:07    |       |
| 42                                  | Esther Navarrete              | Espagne          | 2 h 32 min 7 s  | +9:12    |       |
| 43                                  | Rose Chelimo                  | Bahreïn          | 2 h 32 min 8 s  | +9:13    |       |
| 44                                  | Rebecca Cheptegei             | Ouganda          | 2 h 32 min 14 s | +9:19    | SB    |
| 45                                  | Gerda Steyn                   | Afrique du Sud   | 2 h 32 min 51 s | +9:56    | SB    |
| 46                                  | Clara Evans                   | Grande-Bretagne  | 2 h 33 min 1 s  | +10:06   | SB    |
| 47                                  | Khishigsaikhan Galbadrakh     | Mongolie         | 2 h 33 min 26 s | +10:31   |       |
| 48                                  | Munkhzaya Bayartsogt          | Mongolie         | 2 h 33 min 27 s | +10:32   |       |
| 49                                  | Maor Tiyouri                  | Israël           | 2 h 33 min 37 s | +10:42   |       |
| 50                                  | Anne Luijten                  | Pays-Bas         | 2 h 33 min 42 s | +10:47   |       |
| 51                                  | Mao Ichiyama                  | Japon            | 2 h 34 min 13 s | +11:18   | SB    |
| 52                                  | Carolina Wikstrom             | Suède            | 2 h 34 min 20 s | +11:25   |       |
| 53                                  | Mary Zenaida Granja           | Équateur         | 2 h 34 min 34 s | +11:39   |       |
| 54                                  | Marie Perrier                 | Maurice          | 2 h 34 min 56 s | +12:01   | SB    |
| 55                                  | Julia Mayer                   | Autriche         | 2 h 35 min 14 s | +12:19   |       |
| 56                                  | Gladys Tejeda                 | Pérou            | 2 h 35 min 36 s | +12:41   | SB    |
| 57                                  | Susana Santos                 | Portugal         | 2 h 35 min 57 s | +13:02   | SB    |
| 58                                  | Dolshi Tesfu                  | Érythrée         | 2 h 36 min 30 s | +13:35   | SB    |
| 59                                  | Deshun Zhang                  | Chine            | 2 h 36 min 47 s | +13:52   |       |
| 60                                  | Camille French                | Nouvelle-Zélande | 2 h 37 min 21 s | +14:26   |       |
| 61                                  | Silvia Patricia Ortiz Morocho | Équateur         | 2 h 37 min 23 s | +14:28   | SB    |
| 62                                  | Luz Mery Rojas                | Pérou            | 2 h 37 min 24 s | +14:29   |       |
| 63                                  | Margarita Hernandez Flores    | Mexique          | 2 h 37 min 24 s | +14:29   | SB    |
| 64                                  | Angelika Mach                 | Pologne          | 2 h 37 min 56 s | +15:01   | SB    |
| 65                                  | Camilla Richardsson           | Finlande         | 2 h 38 min 2 s  | +15:07   | SB    |
| 66                                  | Moira Stewartova              | Tchéquie         | 2 h 38 min 7 s  | +15:12   | SB    |
| 67                                  | Giovanna Epis                 | Italie           | 2 h 38 min 26 s | +15:31   |       |
| 68                                  | Helalia Johannes              | Namibie          | 2 h 38 min 36 s | +15:41   |       |
| 69                                  | Mercyline Chelangat           | Ouganda          | 2 h 39 min 40 s | +16:45   | SB    |
| 70                                  | Méline Rollin                 | France           | 2 h 40 min 17 s | +17:22   |       |
| 71                                  | Bojana Bjeljac                | Croatie          | 2 h 41 min 13 s | +18:18   | SB    |
| 72                                  | Yuyu Xia                      | Chine            | 2 h 42 min 10 s | +19:15   |       |
| 73                                  | Rosa Alva Chacha              | Équateur         | 2 h 42 min 14 s | +19:19   |       |
| 74                                  | Mélody Julien                 | France           | 2 h 42 min 32 s | +19:37   | SB    |
| 75                                  | Angie Orjuela                 | Colombie         | 2 h 42 min 57 s | +20:02   | SB    |
| 76                                  | Li Bai                        | Chine            | 2 h 44 min 44 s | +21:49   |       |
| 77                                  | Clementine Mukandanga         | Rwanda           | 2 h 45 min 40 s | +22:45   | SB    |
| 78                                  | Rose Harvey                   | Grande-Bretagne  | 2 h 51 min 3 s  | +28:08   | SB    |
| 79                                  | Shantoshi Shrestha            | Népal            | 2 h 55 min 6 s  | +32:11   | PB    |
| 80                                  | Kinzang Lhamo                 | Bhoutan          | 3 h 52 min 59 s | +1:30:04 | PB    |
|                                     | Matea Parlov Koštro           | Croatie          | -               |          | DNF   |
| Rahma Tahiri                        | Maroc                         | -                |                 | DNF      |       |
| Chloé Herbiet                       | Belgique                      | -                |                 | DNF      |       |
| Megertu Alemu                       | Éthiopie                      | -                |                 | DNF      |       |
| Calli Hauger-Thackery               | Grande-Bretagne               | -                |                 | DNF      |       |
| Rutendo Joan Nyahora                | Zimbabwe                      | -                |                 | DNF      |       |
| Melat Yisak Kejeta                  | Allemagne                     | -                |                 | DNF      |       |
| Jackline Sakilu                     | Tanzanie                      | -                |                 | DNF      |       |
| Joan Chelimo Melly                  | Roumanie                      | -                |                 | DNF      |       |
| Sinead Diver                        | Australie                     | -                |                 | DNF      |       |
| Fiona O'Keeffe                      | États-Unis                    | -                |                 | DNF      |       |

## Records
Avant cette compétition, les records dans cette discipline étaient les suivants : 
| Record du monde  | Brigid Kosgei (KEN) | 2 h 14 min 4 s | Chicago | 13 octobre 2019 |
| Record olympique | Tiki Gelana (ETH)   | 2 h 23 min 7 s | Londres | 5 août 2012     |

Au cours de la compétition, le record suivant a été établi : 
| Record olympique | Sifan Hassan (NED) | 2 h 22 min 55 s | Paris, France | 11 août 2024 |

## Légende
Records et Performances
- AR : Record continental (area record)
- CR : Record des championnats (championship record)
- MR : Record du meeting (meet record)
- NR : Record national (national record)
- OR : Record olympique (olympic record)
- PR : Record paralympique (paralympic record)
- PB : Record personnel (personal best)
- SB : Meilleure performance personnelle de la saison (season's best)
- WL : Meilleure performance mondiale de l'année (world leader)
- WJR : Record du monde junior (world junior record)
- WR : Record du monde (world record)

Circonstances et Conditions
- DNF : N'a pas terminé (did not finish)
- DNS : N'a pas pris le départ (did not start)
- DQ : Disqualification (disqualification)
- NM : Aucun essai valable enregistré (No Mark)
- Q : Qualifié « directement » au prochain tour (ou à la prochaine compétition), lors d'une compétition majeure, grâce au classement ou à la réalisation des minima (automatic qualifier)
- q : Qualifié au prochain tour (ou à la prochaine compétition), lors d'une compétition majeure, grâce au repêchage ou à la réalisation de l'une des meilleures performances parmi celles des « non qualifiés directement » (grâce au meilleur temps ou à la meilleure distance par exemple) (secondary qualifier)